# فرودگاه گوئی‌یوان
فرودگاه گوئی‌یوان (به انگلیسی: Guiuan Airport) (به زبان بومی: Paliparan ng Guiuan) یک فرودگاه همگانی با کد یاتا SAA است که یک باند فرود آسفالت دارد و طول باند آن ۲۴۱۳ متر است. این فرودگاه در کشور فیلیپین قرار دارد و در ارتفاع ۶۰ متری از سطح دریا واقع شده است.